# Spaces
Spaces（スペーシズ）は、Appleが開発する仮想デスクトップ機能である。Mac OS X v10.5~10.6に搭載されている。10.7からはExposé、Dashboardと共にMission Controlとして統合された。
特徴としては、最大で16個の仮想デスクトップ環境を作成することができる他、全ての仮想デスクトップを俯瞰表示した際、個々のデスクトップ内にあるウインドウをドラッグ・アンド・ドロップ で別のデスクトップに移動できる機能や、Exposé機能と併用することで個々のデスクトップ内にあるウインドウを重ねず表示させる機能などがある。
| スタブアイコン | サブスタブ | この項目は、まだ閲覧者の調べものの参照としては役立たない、コンピュータに関連した書きかけの項目です。この項目を加筆・訂正などしてくださる協力者を求めています（P:コンピュータ）。 |